# エレクトリックウルトラマリン
エレクトリックウルトラマリン（Electric ultramarine）とは、青やエレクトリックインディゴに近い色で純色の一種。

## 近似色
- 青
- エレクトリックインディゴ